# Ejal Janilow
Eyal Yanilow (ur. 30 maja 1959) – izraelski instruktor krav magi, obecnie główny instruktor i przewodniczący Krav Maga Global. Współzałożyciel i główny instruktor International Krav Maga Federation (IKMF) w latach 1996–2010. Jedyny na świecie posiadacz stopnia Expert 8 (Master 3), nadanego mu przez Imiego Lichtenfelda (twórcę krav magi).